# بوبو بالدي
ديانبوبو «بوبو» بالدي Bobo Baldé (بالفرنسية: Dianbobo Baldé)‏، من مواليد 5 أكتوبر 1975 في مارسيليا في فرنسا، لاعب كرة قدم غيني.
بدأ مسيرته الكروية مع نادي مارسيليا الفرنسي في عام 1995، ولعب معهم حتى عام 1999، وقد أعير إلى عدد من الأندية في هذه الفترة، فقد لعب مع نادي ملهوس في موسم 1997/1998، وشارك معهم في 33 مباراة وسجل هدف واحد، ولعب مع نادي كان الفرنسي في موسم 1998/1999، وشارك معهم في 29 مباراة وسجل 4 أهداف، وفي عام 1999 انتقل إلى نادي تولوز الفرنسي، ولعب معهم حتى عام 2001، وشارك معهم في 52 مباراة وسجل هدف واحد، ومنذ عام 2001 وهو يلعب مع نادي سيلتك الإسكتلندي.
و هو يلعب مع منتخب غينيا لكرة القدم منذ عام 2002.

## روابط خارجية
- بوبو بالدي على موقع الاتحاد الدولي (مؤرشف)  (الإنجليزية)
- بوبو بالدي على موقع قاعدة بيانات كرة القدم.إي يو (الإنجليزية)
- بوبو بالدي على موقع بيانات كرة القدم. دي إي (الألمانية)
- بوبو بالدي على موقع ناشيونال فوتبول تيمز (الإنجليزية)
- بوبو بالدي على موقع Soccerbase.com (لاعب) (الإنجليزية)
- بوبو بالدي على موقع عالم كرة القدم.نت (الإنجليزية)